# Долца
Долца (на гръцки: Ντολτσό) е традиционна южна махала на македонския град Костур (Кастория), Егейска Македония, Гърция. В Долца, както и в другата традиционна костурска махала – северната крайезерна махала Позери, е съсредоточено богатото архитектурно и художествено наследство на град Костур. В Долца са разположени големи, традиционни къщи от XVIII и XIX век, забележителни с красивата си архитектура, както и множество църкви от същата епоха или по-стари.
Махалата Долца е разположена в стария град на Костур, в южната му част. На юг завършва в крайбрежната на Костурското езеро улица „Орестиада“. В центъра на махалата се намира площад „Долца“ („Братя Емануил“), който в продължение на векове е единственият площад в града. На площада е разположено Седмо общинско училище, църквата „Свети Андрей Каридски“, къщата на Анастасиос Пихеон, в която днес се помещава Музеят на македонската борба и къщата на семейство Пульопулос, днес ресторант „Долцо“.
Сред забележителностите в махалата Долца са църквите „Света Богородица Расиотиса“, „Свети Апостоли Сервиотски“, „Свети Безсребреници Каридски“, „Свети Николай Каривски“, „Свети Николай Драготски“, „Света Богородица Евраидска“, „Света Параскева Драготска“, родната къща на братята Йоанис и Панайотис Емануил, днес Музей на народните носии и други.